# 周士多
周士多（17世紀—17世紀），字思皇，浙江處州府縉雲縣人，明朝政治人物。

## 生平
周士多是崇禎十二年（1639年）的貢生，次年（1640年）廷試稱旨，賜特用出身，獲授輝縣知縣。當時流寇聚集在太行山殺掠，他就親自率領鄉兵擒獲對方首領，再進行招撫，輝縣人民因此安寧，督撫題奏委讓他擔任新設衛指揮兵備，兼任河北三府監軍，於任內去世。